# Tess Holliday
Ryann Maegen Holliday (5 de julio de 1985), también conocida como Tess Holliday o Tess Munster, es una modelo estadounidense que reside en Los Ángeles. En 2013 fue nombrada por la revista Vogue Italia como una de las seis modelos de tallas grandes más importantes del mundo. En 2015 fue fichada por la empresa Milk Model Management convirtiéndose en la modelo de mayor talla contratada por una agencia de comunicación importante.

## Primeros años
Su nombre original es Tess Ryann, nació y se crio en Laurel, Misisipi. estudió en Los Angeles High School, donde sufrió bulliying por su peso y su piel pálida. Dejó la escuela a los 17 años después de obtener su GED. Sufrió abusos verbales por su padre, pero tuvo el apoyo de su madre para convertirse en modelo. La madre de Munster tiene una discapacidad que le obliga estar  paralizada.

## Carrera
Con 15 años hizo un casting para modelos en Atlanta (Georgia) donde le dijeron que no tendría mucha suerte si alguna vez trabajaba como modelo de catálogos ya que era demasiado baja y grande.
Posteriormente se trasladó a Seattle, donde permaneció durante dos años y trabajó como artista de maquillaje, estilista y directora creativa de los desfiles de moda. Después se trasladó de nuevo a Misisipi y dio a luz a su hijo (a la edad de 20). Tras el huracán Katrina, regresó a Seattle y en 2010 se trasladó a Los Ángeles. Su carrera como modelo comenzó en agosto de 2007.
Su traslado a Los Ángeles le ayudó a ganar confianza. En 2011, con 26 años de edad, mientras trabajaba como recepcionista en una oficina dental de Los Ángeles se convirtió en modelo profesional. Ella respondió a 'House of Dreams Model Search' a través de la cadena Torrid y fue aceptado. Al mismo tiempo, A&E Network la eligió para ser la cara de una serie de televisión documental. En junio de 2011 se convirtió en la cara del programa de televisión y apareció en un anuncio publicitario que recorrió todo el país y del que se hicieron vallas publicitarias. A partir de ese momento participó en múltiples firmas y actividades. 
Su campaña digital #effyourbeautystandards (#fuera los cánones de belleza), en la que animaba a subir a Internet fotografías que visibilizaran las imperfecciones, fue seguida por varios cientos de miles de personas.
En 2014, Munster dejó su trabajo con el fin de proseguir su carrera como modelo a tiempo completo. En mayo de 2014, se hizo viral un video subido a Vimeo llamado #everyBODYisflawless (#cada cuerpo es impecable), en el mismo intervino Munster y blogueros de moda, así como sus compañeras modelos de talla grande: Gabi Gregg y Nadia Aboulhosn. En septiembre de ese año fue entrevistada por Jacob Soboroff y Meghan McCain en TakePart.
En enero de 2015 la agencia de modelos con sede en Londres Milk Model Management anunció que habían firmado un contrato con Munster para su división de tallas grandes: Curvas.

## Controversias
En el 2014, Holliday comenzó a producir una serie de camisetas con la frase "Eff Your Beauty Standards", con un porcentaje de las ganancias donadas a una organización que ayuda a las víctimas de violencia doméstica. En diciembre de ese año, aproximadamente 140 pedidos no se entregaron a los compradores. Un post en Reddit la acusó de quedarse con el dinero prometido a la caridad, así como de no entregar los productos vendidos.
En diciembre de 2015, Holliday señaló al medio de comunicación Refinery29 que su proyecto había sido iniciado con "buenas intenciones", señalando que "mi madre y yo fuimos víctimas (de violencia doméstica)". Ella dijo "la idea de que yo podría voluntariamente defraudar a la gente que me ha apoyado durante todo este tiempo, así como a una caridad que trata el sufrimiento de mi propia familia, me molesta demasiado", Holliday admitió que ella no sabía cómo manejar la logística del proyecto que era incapaz de hacer un seguimiento y cumplir con las órdenes y asumió la responsabilidad por los compradores que no recibieron la mercancía que había adquirido "El sistema que estábamos usando simplemente no funcionó", declaró, atribuyendo la mercancía perdida a "una gran partida que se perdió en la oficina postal" y a "discrepancias normales de los negocios".
Finalmente, Holliday no hizo la donación prometida, culpando a los "miles de dólares" que, supuestamente, habría pagado con su propio dinero para solucionar los problemas con la mercancía, cubriendo gastos de envío y distribución, lo que según ella "se habría comido lo poco que quedaba de las ganancias".

## Vida personal
En 2019, Holliday anunció que era pansexual. En 2021, Holliday dijo que estaba recuperándose de anorexia.